# Coelotes yambaruensis
Coelotes yambaruensis là một loài nhện trong họ Amaurobiidae.
Loài này thuộc chi Coelotes. Coelotes yambaruensis được miêu tả năm 2000 bởi Shimojana.